# Aroffe (rzeka)
Aroffe – rzeka we Francji, przepływająca przez tereny departamentów Meurthe i Mozela, Wogezy oraz Moza, o długości 50,2 km. Stanowi dopływ rzeki Mozy.